# 菜の花すみれ
菜の花 すみれ（なのはな すみれ、2月5日 - ）は、日本の小説家、ライトノベル作家、脚本家。筆名として菜の花 こねこ（なのはな こねこ）を用いることもある。

## 来歴
小説家をめざしてあかほりさとるの弟子になり、『デ・ジ・キャラット』などのノベライズを手がけ三年後にフリーに。ブロッコリー関連のコンテンツやゲームシナリオなどで活躍。ラジオパーソナリティ、ネット小説なども多く手がける。当時の同社社長・木谷高明に才能を激賞され、ラジオなどでもたびたび共演した。
師匠であるあかほりさとるに倣いテレビ、ラジオなどのメディアに出演して、自作品を広報するスタイルを取っていた。だが2009年現在広報活動を自身の公式サイトに移行し、ネット小説「シオンの剣」をはじめとする執筆活動に集中している。近年はオリジナルライトノベルの原作を手がけたほか、少女漫画の解説本を出すなど、活躍の場をさらに広げている。
初めて作詞を手がけた「OVER THE SKY」（『CROSS WORLD～見知らぬ空のエターティア～』の主題歌）の特典CDには、自ら歌っているバージョンも収録されている。

## 人物
趣味はサバイバルゲーム、格闘技観戦、乗馬。他、カートにも乗っている。お酒好きで知られているが、飲みながら収録できる新宿ロフトプラスワンで泥酔するという事件を起こす。以後収録中禁酒となっている。
美人作家としても著名であり、秋葉原のサイン会では毎回長蛇の列ができていた。

## 作品リスト

### 小説

#### 菜の花こねこ名義
- デ・ジ・キャラット 1（メディアワークス、2000年） ISBN 4-8402-1396-8
- デ・ジ・キャラット 2（メディアワークス、2000年） ISBN 4-8402-1688-6
- デ・ジ・キャラット 3（メディアワークス、2000年） ISBN 4-8402-1704-1
- デ・ジ・キャラットファンタジー 上（富士見書房、2001年） ISBN 4-8291-1384-7
- デ・ジ・キャラットファンタジー 下（富士見書房、2001年） ISBN 4-8291-1402-9
- デ・ジ・キャラット 4（メディアワークス、2003年） ISBN 4-8402-2240-1
- デ・ジ・キャラット 5（メディアワークス、2003年） ISBN 4-8402-2415-3
- デ・ジ・キャラット 6（メディアワークス、2003年） ISBN 4-8402-2474-9
- デ・ジ・キャラットスペシャル――彗星祭りは大パニックにょ!（メディアワークス、2003年） ISBN 4-8402-2553-2

#### 菜の花すみれ名義
- ギャラクシーエンジェル――烏丸ちとせのエンジェル隊業務月報（ブロッコリー原作、水野良監修、角川書店、2004年） ISBN 4-04-712369-2
- ギャラクシーエンジェル2――絶対領域の扉0（ブロッコリー原作、水野良監修、角川書店、2006年） ISBN 4-04-707208-7
- ギャラクシーエンジェル2――絶対領域の扉（ブロッコリー原作、水野良監修、角川書店、2006年） ISBN 4-04-707231-1
- デ・ジ・キャラット――でじこのごきげん日記（フレックスコミックス、2007年） ISBN 978-4-7973-4223-9
- 小説090えこといっしょ。――携帯少女はみんなのモノ（亜桜まる原作、講談社、2007年） ISBN 978-4-06-373310-5
- なぜ、きみに恋をしたんだろう（マイクロマガジン社、2007年） ISBN 978-4-89637-271-7
- おんなじカンジ!（菜の花すみれ原作、桑畑絹子著、学習研究社、2008年） ISBN 978-4-05-903520-6
- GA日記
- みにふぇあ
- CROSS WORLD～見知らぬ空のエターティア～
- G.A.II パラレル小説「子猫さまのいうとおり」
- アルモとレスターの恋物語

### ネット小説
- デコオンライン　サイド小説「シオンの剣」
- プリンセスソフト ショートストーリーの館「妄想族」、「続・妄想族」
- CROSS WORLD ネット小説
- デコオンライン・アナザーストーリー『シオンの剣』～平原を彷徨う紅き魂～

### 漫画原作
- アキバOSたん4コマ劇場

### ゲームシナリオ
- デ・ジ・キャラット ファンタジー エクセレント
- GALAXY ANGEL Eternal Lovers
- CROSS WORLD～見知らぬ空のエターティア～
- SAKURA 〜雪月華〜
- D.C. Four Seasons 〜ダ・カーポ〜 フォーシーズンズ
- GALAXY ANGEL II 絶対領域の扉（シナリオコーディネイター）

### CDドラマ
- らいむいろ戦奇譚
- あぶらみぶらざあず ゼブラ盤
- Di Gi Charat 番外編 でじこの野望 vol.1
- Di Gi Charat 番外編 でじこの野望 vol.2
- GALAXY ANGEL PS2ゲーム　特典オリジナル　星空の出会い
- GALAXY ANGEL キャラクターファイル01 「ミルフィーユ・桜葉」
- GALAXY ANGEL キャラクターファイル02 「蘭花・フランボワーズ」
- GALAXY ANGEL キャラクターファイル03 「ミント・ブラマンシュ」
- GALAXY ANGEL キャラクターファイル04 「フォルテ・シュトーレン」
- GALAXY ANGEL キャラクターファイル05 「ヴァニラ・H」
- みにふぇあ　真珠のベストマジック
- Soul Link（PCゲーム） ドラマCD1
- Tick! Tack!（PCゲーム） ドラマCD
- GALAXY ANGEL Ⅱ「お昼の放送、ルーンエンジェル隊！アプリコットを奪うのは！？」
* GALAXY ANGEL Ⅱ「お昼の放送、ルーンエンジェル隊！ルクシオール七不思議」

### CD
- OVER THE SKY（作詞）

### アニメ
- モンチッチ

## 出演

### ラジオ
- 菜の花すみれと富田麻帆のサタデーナイトチャレンジ（終了）
- 菜の花すみれと稲村優奈のサタデーナイト・メインイベント